# Dobiesław Damięcki
Dobiesław Damięcki, ps. „Sułkowski”, „Damian” (ur. 2 kwietnia 1899 w Karniewku, zm. 10 kwietnia 1951 w Warszawie) – polski aktor oraz reżyser, nestor aktorskiego rodu: mąż Ireny Górskiej-Damięckiej, ojciec Damiana i Macieja, dziadek Grzegorza, Mateusza i Matyldy. Żołnierz Polskiej Organizacji Wojskowej, Oddziału II SG WP, powstaniec śląski, kawaler Orderu Virtuti Militari.

## Życiorys
Był synem Stefana Damięckiego i Karoliny z Pomaskich. Był uczniem Gimnazjum im. Króla Władysława IV w Warszawie – jednym z pierwszych drużynowych 17 Warszawskiej Drużyny Harcerskiej. W 1917 rozpoczął studia na Wydziale Filozoficznym Uniwersytetu Warszawskiego. Od 1917, pod pseudonimem „Sułkowski”, był członkiem Lotnego Oddziału Polskiej Organizacji Wojskowej. Wraz z ze swoim oddziałem uczestniczył w lipcu 1918 w największej akcji ekspropriacyjnej POW, na transport pieniędzy austriackich niedaleko stacji Bąkowiec, gdzie skonfiskowano 2 mln marek austriackich.

### Okres międzywojenny
W listopadzie 1918 wstąpił na ochotnika do wojska, zostając członkiem Biura Wywiadowczego Naczelnego Dowództwa Wojsk Polskich. Do 1920 odbywał służbę wojskową, uczestnicząc w walkach na froncie wojny polsko-bolszewickiej, prawdopodobnie w szeregach 5 Pułku Piechoty Legionów. Awansowany na porucznika ze starszeństwem od 1 czerwca 1919. Brał udział w akcji zajmowania Pomorza przez Wojsko Polskie, a następnie kierował ekspozyturą wywiadu polskiego w Chojnicach. Od lipca 1920 Wydział Plebiscytowy dla Górnego Śląska czynił starania o skierowanie go do pracy w obszarze plebiscytowym. Po zakończeniu służby, ponownie podjął studia na uniwersytecie. W 1921 brał udział w III powstaniu śląskim, w szeregach dywersyjnej Grupy „Wawelberga”. Pod pseudonimem „Damian”, w stopniu porucznika dowodził podgrupą destrukcyjną „Wschód”. Po powrocie do Warszawy został jednym z działaczy Związku Niezależnej Młodzieży Socjalistycznej. Reprezentował m.in. ZNMS na II Ogólnym Zjeździe Młodzieży Akademickiej w grudniu 1921 w Wilnie. Od maja 1922 przez kilka miesięcy był redaktorem „Głosu Niezależnego”, pisma ZNMS.
Po ukończeniu przerwanych studiów uniwersyteckich, od 1924 był słuchaczem warszawskiej szkoły Instytutu „Reduta”, zaś w 1925 został przyjęty do teatru „Reduty”. Od 1926 występował w Teatrze im. Bogusławskiego w Warszawie, a następnie w teatrach: Miejskim w Łodzi, Wielkim i Rozmaitości we Lwowie oraz „Melodram”, Ateneum, Polskim, Narodowym, Letnim i Małym w Warszawie. Grał m.in. Konrada w Wyzwoleniu S. Wyspiańskiego, Rodryga w Cydzie P. Corneille’a, Raskolnikowa w Zbrodni i karze F. Dostojewskiego, Holofernesa w Judycie J. Giraudoux, Edmunda w Królu Learze W. Szekspira.
Przez pewien czas prowadził Zespół Sceny Robotniczej Towarzystwa Uniwersytetu Robotniczego. W kwietniu 1932 z Leonem Schillerem był krótko aresztowany za podpisanie odezwy solidaryzującej się z ukraińskim ruchem socjalistycznym. W 1934 był współorganizatorem ogólnopolskiego strajku aktorskiego. W 1936 został członkiem Naczelnej Rady Artystycznej przy Związku Artystów Scen Polskich, a od 1937 członkiem Zarządu Głównego ZASP.

### II wojna światowa

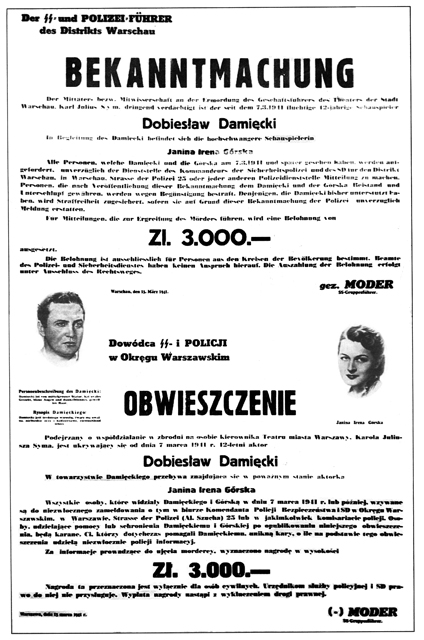
List gończy za małżeństwem Damięckich, wydany sześć dni po zamachu na Igo Syma

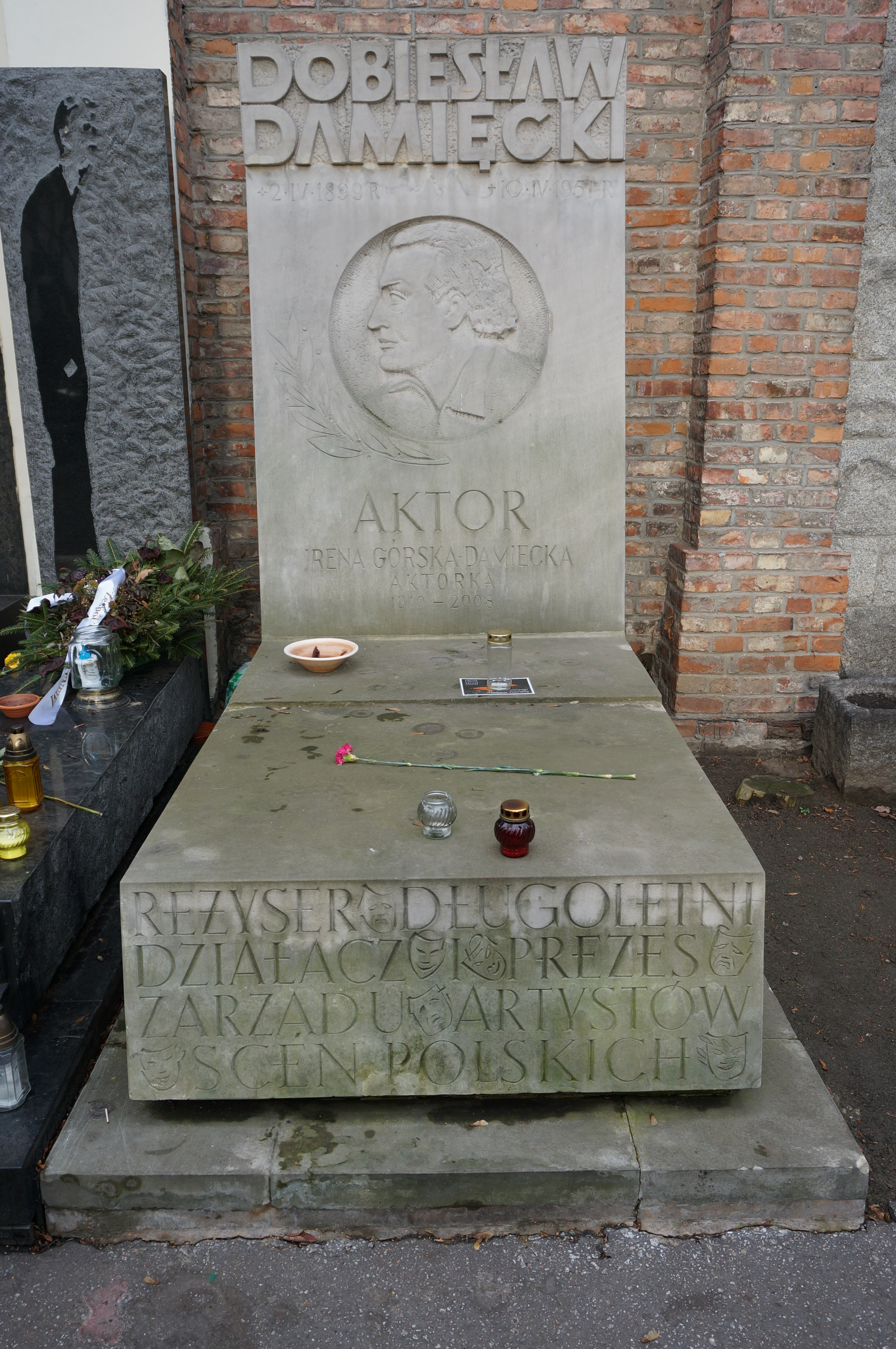
Grób Dobiesława Damięckiego na cmentarzu Powązkowskim

W konspiracji reprezentował ZASP w tajnej Radzie Teatralnej. Brał czynny udział w ruchu oporu. Był podejrzewany o udział w wykonaniu 7 marca 1941 wyroku sądu podziemnego Związku Walki Zbrojnej na aktorze-kolaborancie Igo Symie, gdyż niedługo przedtem ostro wyrażał się w paru lokalach na temat Syma. 

Wypije człowiek bruderszaft z jakimś ścierwem, a potem wstydzi się przez całe życie!

Będziesz tu jeszcze, łajdaku, wisiał na latarni

W związku z tym zamachem był poszukiwany przez hitlerowców, wydano listy gończe za nim i jego partnerką, aktorką Ireną Górską. Do końca wojny para ukrywała się w Podszkodziu koło Ostrowca Świętokrzyskiego, gdzie Dobiesław pod przybranym nazwiskiem Józefa Bojanowskiego organizował tajne nauczanie. W Ostrowcu współpracował z miejscową organizacją PPS-WRN, pisywał artykuły do prasy konspiracyjnej. Tam też urodzili się obaj synowie Damięckich: Damian i Maciej.

### Okres powojenny
Po zakończeniu wojny w 1945 założył w Ostrowcu liceum ogólnokształcące, a następnie wznowił działalność aktorską. 8 sierpnia 1945 został wybrany prezesem Zarządu Głównego ZASP. Działał też w lubelskiej „PPS”.
Od 1945 występował w wielu miastach polskich z Teatrem Wojska Polskiego w Łodzi, od 1951 w zespole Teatru Narodowego w Warszawie. Grał w filmie i zajmował się reżyserią teatralną (Żabusia G. Zapolskiej, Mazepa J. Słowackiego). 18 listopada 1948 przed Sądem Okręgowym w Warszawie Damięcki występował jako biegły razem z Jerzym Toeplitzem w trwającym procesie przeciwko polskim aktorom występującym w filmie Heimkehr.
Został pochowany w alei zasłużonych (grób 62/63) na cmentarzu Powązkowskim w Warszawie.

## Nagrody i odznaczenia
Był odznaczony m.in. Krzyżem Srebrnym Orderu Wojskowego Virtuti Militari nr 4970 (1921), Krzyżem Walecznych oraz Krzyżem na Śląskiej Wstędze Waleczności i Złotym Krzyżem Zasługi.

## Rodzina
Dwukrotnie żonaty: z tancerką Jadwigą Hryniewiecką i aktorką Ireną Górską. Ojciec aktorów Damiana i Macieja Damięckich. Dziadek aktorów: Grzegorza, Mateusza i Matyldy Damięckich.

## Filmografia
- 1933: Dzieje grzechu, jako Łukasz Niepołomski
- 1933: Wyrok życia, jako Janusz, mąż Krystyny, architekt
- 1936: Róża, jako Dan
- 1938: Profesor Wilczur, jako śpiewak Juliusz Dembicz